# The New Pornographers
The New Pornographers is een Canadese indierockband, opgericht in 1997 in Vancouver, British Columbia. Gepresenteerd als een muzikaal collectief van singer-songwriters en muzikanten uit meerdere projecten, heeft de band acht studioalbums uitgebracht, die lovend werden ontvangen voor hun gebruik van meerdere vocalisten en elementen van powerpop die in hun muziek zijn verwerkt.

## Bezetting
Huidige bezetting
Andere projecten van leden tussen haakjes
- Neko Case (solo artiest, ook van Maow, the Corn Sisters en Cub) (zang, 1997–heden)
- John Collins (the Evaporators and Destroyer) (basgitaar, 1997–heden)
- Carl Newman (solo artiest (als A.C. Newman), ook van Superconductor and Zumpano) (zang, gitaar, 1997–heden)
- Blaine Thurier (onafhankelijk filmmaker) (keyboards, synthesizer, 1997–heden)
- Todd Fancey (solo artiest (als Fancey) en van Limblifter) (leadgitaar, 2003–heden)
- Kathryn Calder (solo artiest en van Immaculate Machine en Frontperson) (zang, keyboards, gitaar, 2005–heden)
- Joe Seiders (Beat Club) (drums, zang, 2014–heden)
- Simi Stone (solo artiest en van Suffrajett) (viool, zang, 2019–heden; toerlid 2015–2019)

Voormalige leden
- Fisher Rose (Destroyer en A.C. Newman) (drums, 1997–1999)
- Kurt Dahle (Limblifter en the Age of Electric) (drums, zang, 1999–2014)
- Dan Bejar (Destroyer, Swan Lake en Hello, Blue Roses) (zang, gitaar, 1997–2017)

Voormalige toerleden
- Lindsay 'Coco' Hames (the Ettes) (zang, percussie, akoestische gitaar, 2014)

## Geschiedenis
De naam van The New Pornographers is gekozen door Carl Newman, die zei dat hij deze heeft bedacht na het bekijken van de Japanse film The Pornographers. Veel schrijvers hebben aangenomen dat de naam een verwijzing was naar de bewering van Jimmy Swaggart dat rock-'n-roll de nieuwe pornografie was. De band heeft tot nu toe acht albums uitgebracht: Mass Romantic (2000), Electric Version (2003), Twin Cinema (2005), Challengers (2007), Together (2010), Brill Bruisers (2014), Whiteout Conditions (2017) en In the Morse Code of Brake Lights (2019). Een live-album opgenomen tijdens hun tournee van 2006 is alleen verkrijgbaar bij concerten en op de website van de band. In 2005 was de band het onderwerp van de documentaire Better Off in Bed van Reginald Harkema.
De eerste vier albums van The New Pornographers werden elk in de top 40 geplaatst op de eindejaars-peiling van The Village Voice in Pazz & Jop van honderden muziekrecensenten. Van 2000 tot 2006 stond elk jaar een album van The New Pornographers of een solo-album van een van de leden van de band in de top 40 van de lijst. In 2007 rangschikte het tijdschrift Blender het eerste album Mass Romantic van The New Pornographers als het 24e beste indie-album aller tijden. In 2009 plaatste het tijdschrift Rolling Stone het tweede studioalbum Electric Version, nr. 79 in de «100 beste albums van het decennium». Alle oorspronkelijke leden van The New Pornographers waren prominent aanwezig in het muziekcircuit van Vancouver, voordat ze de band formeerden. Newmans nichtje Kathryn Calder kwam in 2005 grotendeels bij de band als een live vervanger van Neko Case, wiens solocarrière haar vaak niet beschikbaar maakte om met de band op te treden. Calders eerste zang voor de band was op Challengers van 2007, zong de leadzang op Failsafe en deelde de leadzang met Newman op Adventures in Solitude.
In 2009 droegen The New Pornographers een cover van het Destroyer-nummer Hey, Snow White bij aan het AIDS-benefietalbum Dark Was the Night, geproduceerd door de Red Hot Organization. De band bracht hun vijfde album Together uit op 4 mei 2010 bij Matador Records. Het album bevat samenwerkingen van St. Vincent, Zach Condon van Beirut en Will Sheff van Okkervil River. In 2012 droegen The New Pornographers een cover van het nummer Think About Me op voor de Fleetwood Mac tribute-cd Just Tell Me That You Want Me, uitgebracht door Hear Music. Het zesde album Brill Bruisers werd uitgebracht op 26 augustus 2014, dat hun hoogste klassering tot nu toe was in de Verenigde Staten, met een piek op #13 in de Billboard 200.
Op 26 januari 2017 kondigden The New Pornographers aan dat hun zevende album Whiteout Conditions op 7 april zou verschijnen. Het album werd voorafgegaan door de single High Ticket Attractions. Het album is de eerste met drummer Joe Seiders als een fulltime lid na het vervangen van drummer Kurt Dahle medio 2014. Het is ook het eerste album van The New Pornographers zonder Dan Bejar. Newman vermeldde echter dat Bejars afwezigheid niet betekende dat hij de band volledig had verlaten.
Op 29 november 2018 kondigde A.C. Newman via Twitter aan dat hij was begonnen met werken aan een toekomstig album van The New Pornographers. Op 2 augustus 2019 kondigde de band via Twitter aan dat ze hun nieuwe album In the Morse Code of Brake Lights op 27 september zouden uitbrengen en hun eerste single van het album Falling Down the Stairs of Your Smile zouden uitbrengen. In een persbericht voor het album wordt Dan Bejar beschreven als een voormalig (en mogelijk toekomstig) lid van de band. De nieuwe persfoto's voor de band bevatten onder meer zanger/violist Simi Stone, die officieel in de band werd opgenomen nadat ze sinds 2015 een extra tourneelid was.

## Discografie

### Singles
- 2002: Letter from an Occupant /The End of Medicine, When I Was a Baby (the Donner Party cover)
- 2005: Use It
- 2005: Sing Me Spanish Techno / Graceland
- 2005: High Art, Local News 7" (verkrijgbaar bij aankoop van Twin Cinema)
- 2007: My Rights Versus Yours
- 2007: Myriad Harbour / Fugue State; Silent Systems
- 2007: The Spirit of Giving / Joseph, Who Understood; Arms of Mary/Looking at a Baby (Chilliwack cover medley)
- 2010: Togetherness 7" (vaak getiteld als Togetherness: The New Pornographers Play Outrageous Cherry) / Georgie, Don't You Know; Electric Child Of Witchcraft Rising
- 2010: Your Hands (Together)
- 2010: Crash Years
- 2011: Moves - B-kant: A Drug Deal of the Heart
- 2014: Brill Bruisers
- 2014: War on the East Coast
- 2014: Dancehall Domine
- 2014: Champions of Red Wine
- 2017: High Ticket Attractions
- 2019: Falling Down the Stairs of Your Smile
- 2019: The Surprise Knock
- 2019: One Kind of Solomon

### Studioalbums
- 2000:	Mass Romantic (Mint)
- 2003:	Electric Version (Mint/Matador)
- 2005:	Twin Cinema (Mint/Matador)
- 2007:	Challengers (Matador)
- 2010:	Together (Matador)
- 2014:	Brill Bruisers (Matador)
- 2017:	Whiteout Conditions (Concord Music Group)
- 2019:	In the Morse Code of Brake Lights (Concord Music Group)

### Livealbums
- 2005: Live Session (iTunes Exclusive)
- 2006: Live!
- 2008: LIVE from SoHo (iTunes Exclusive)

### Bijdragen
- 2000: Queer as Folk – Mass Romantic
- 2001: Jay and Silent Bob Strike Back – Letter from an Occupant
- 2002: Men with Brooms – Mass Romantic
- 2002: FUBAR: The Album – Your Daddy Don't Know
- 2004: CBC Radio 3 Sessions, Vol. 1 – The Fake Headlines
- 2004: Matador at Fifteen – Graceland
- 2004: Prom Queen: The Marc Hall Story – Mass Romantic
- 2005: The Office (seizoen 2, episode 7: The Client) – Use It
- 2005: Weeds – The Laws Have Changed
- 2005: Waiting... – Electric Version
- 2004: Gilmore Girls – The Laws Have Changed
- 2005: Gilmore Girls – Twin Cinema
- 2006: The Hour (hoofdtitel thema seizoen 3) – Use It
- 2007: Chuck (seizoen 1, episode 2: Chuck Versus the Helicopter) – Challengers
- 2007: Heroes (seizoen 2, episode 6: The Line) – All for Swinging You Around
- 2007: Rock Band – Electric Version, Use It, All of the Things That Go to Make Heaven and Earth (DLC)
- 2007: University of Phoenix commercial – Bleeding Heart Show
- 2008: Stone of Destiny – Mutiny, I Promise You
- 2008: NBA playoffs – Use It
- 2008: Numb3rs – Challengers
- 2008: Secret Diary of a Call Girl (series 2, episode 2) – Adventures in Solitude
- 2009: Management – Adventures in Solitude, All the Old Showstoppers
- 2009: Dark Was the Night – Hey, Snow White
- 2010: Ugly Betty – Adventures in Solitude
- 2011: The Good Wife (seizoen 2, episode 13) – Testament to Youth in Verse
- 2011: Burn Notice: The Fall of Sam Axe - Hey, Snow White
- ????: Amazon Kindle commercial – Sweet Talk, Sweet Talk
- 2011: T-Mobile commercial – Moves
- ????: Hyundai commercial (Canada) – Moves
- 2012: Go On (opening credits) – Moves
- 2015: Between (seizoen 1, episode 1) – Moves
- 2017: Speechless (seizoen 1, episode 22: M-A-- MAY-JAY) – Dancehall Domine
- 2012: Just Tell Me That You Want Me: A Tribute to Fleetwood Mac – Think About Me
- ????: Blindspot (seizoen 3, episode 1) – The Bleeding Heart Show
- ????: Daybreak (seizoen 1, episode 9) – Adventures in Solitude